# Оттер
Оттер (нем. Otter) — община в Германии, в земле Нижняя Саксония.
Входит в состав района Харбург. Подчиняется управлению Тоштедт. Население составляет 1565 человек (на 31 декабря 2010 года). Занимает площадь 34,13 км².